# Tormón

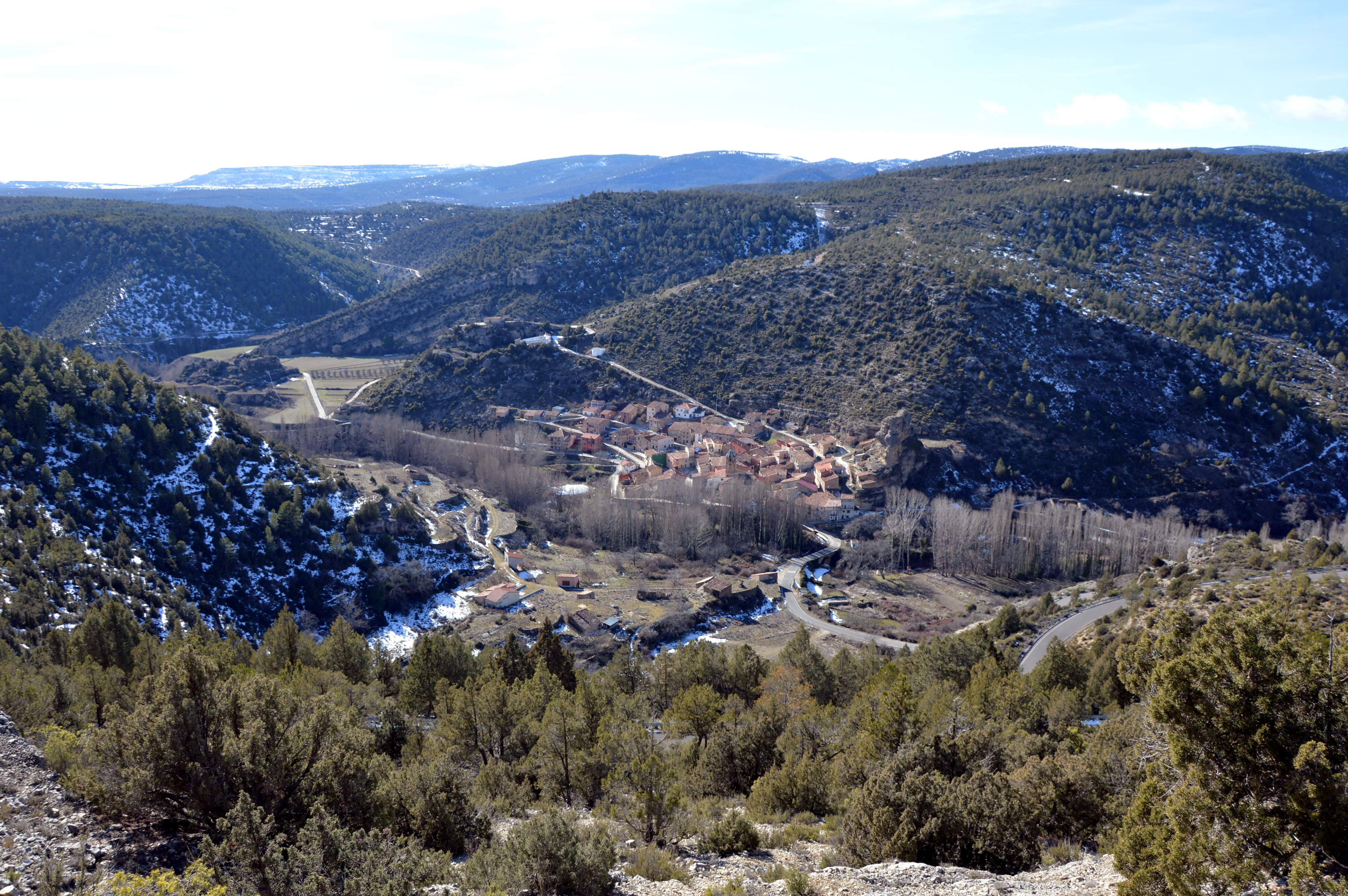
Vista septentrional de Tormón desde la carretera del Rodeno (2017)

Tormón es una localidad y municipio español de la provincia de Teruel situado en la comarca de la Comunidad de Teruel (Comunidad autónoma de Aragón, España). 
Su término municipal posee una extensión de 29,31 km² con una población de 31 habitantes (INE 2024) y una densidad de 1,16 hab/km².

## Patrimonio

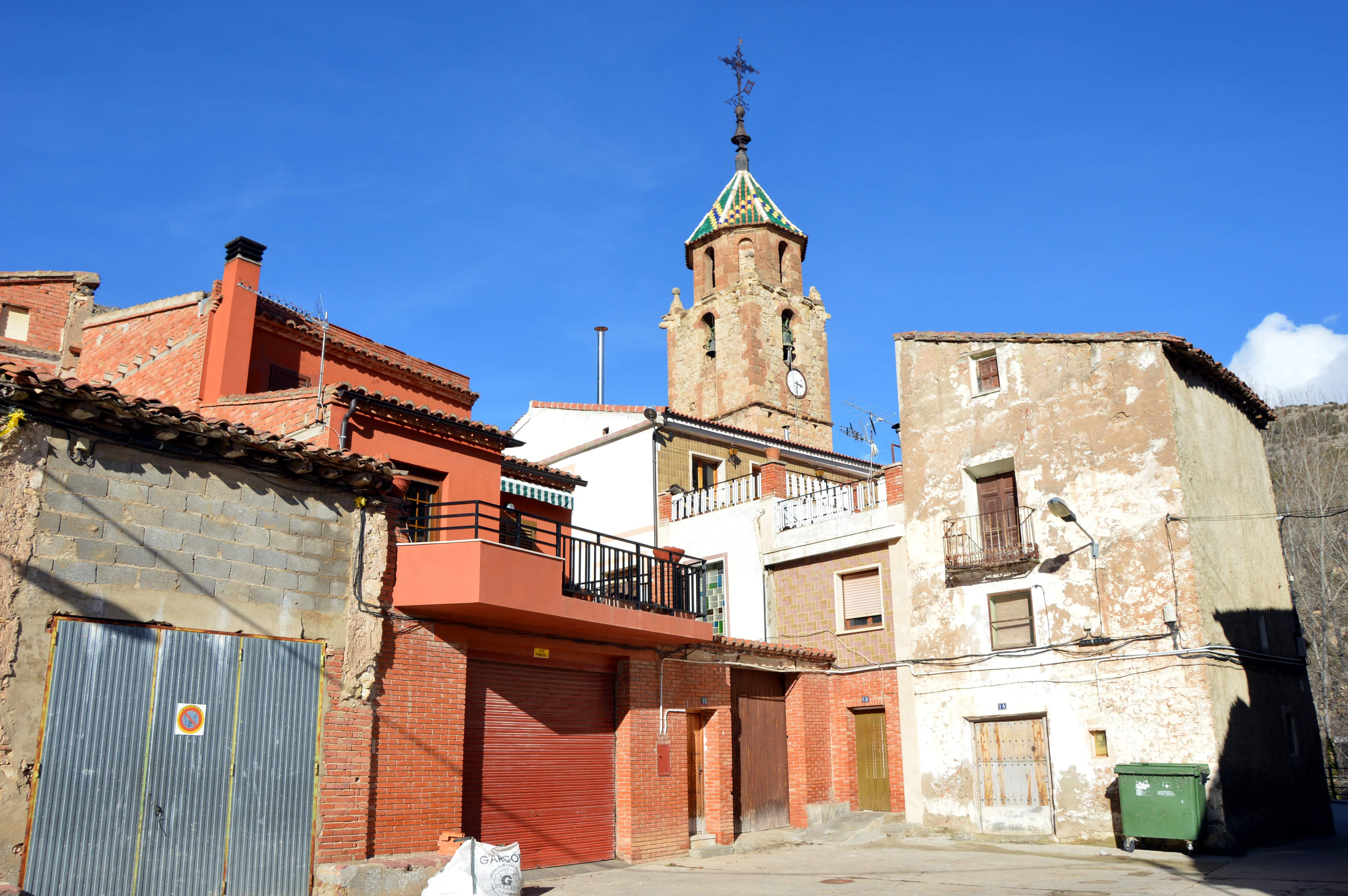
La plaza y la torre-campanario de la iglesia parroquial al fondo

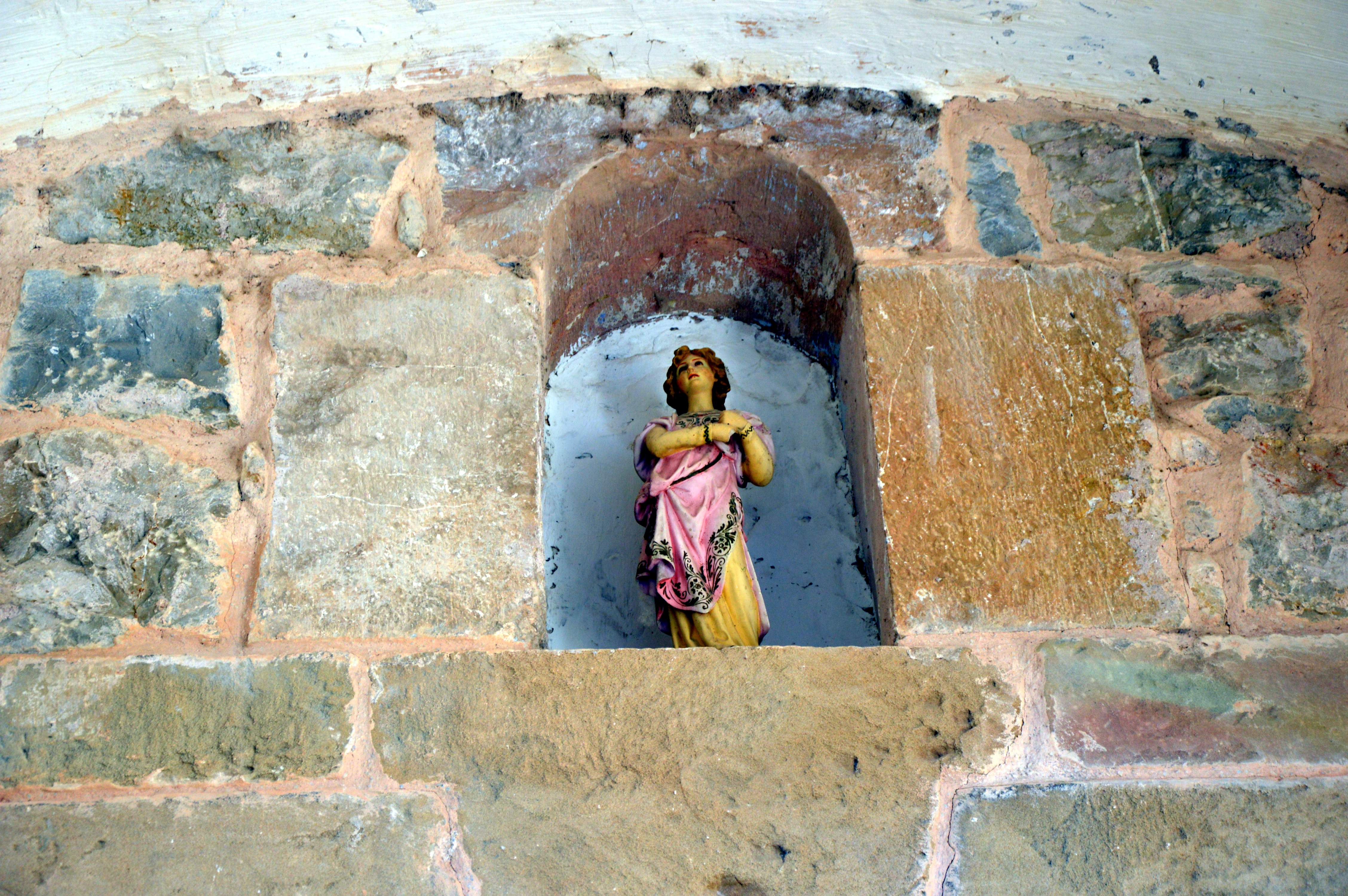
Hornacina con imagen sobre el arco recto de entrada a la iglesia parroquial de la Natividad,

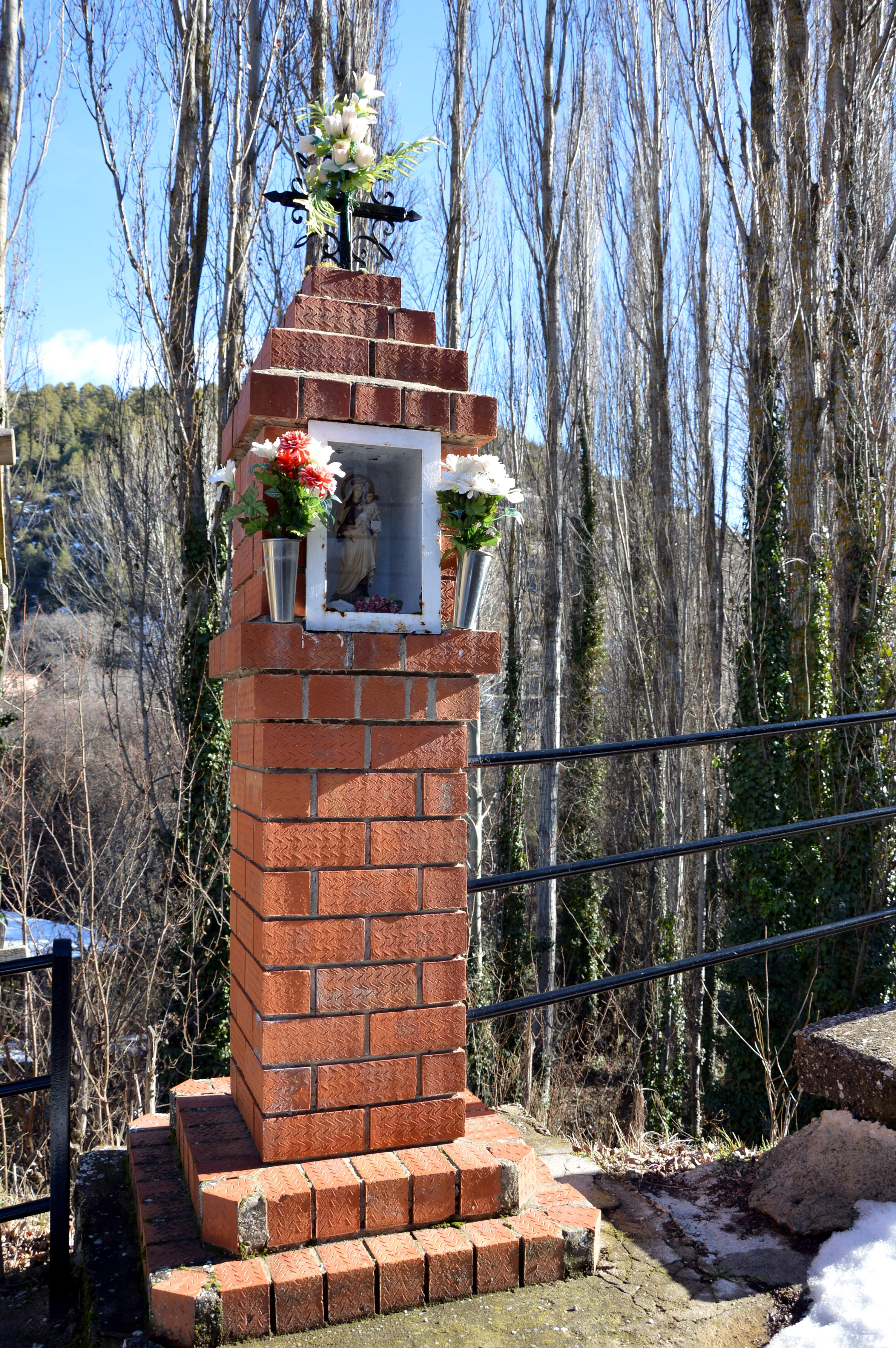
Detalle de pilón de ladrillo con imagen de la Virgen del Carmen, en la entrada septentrional

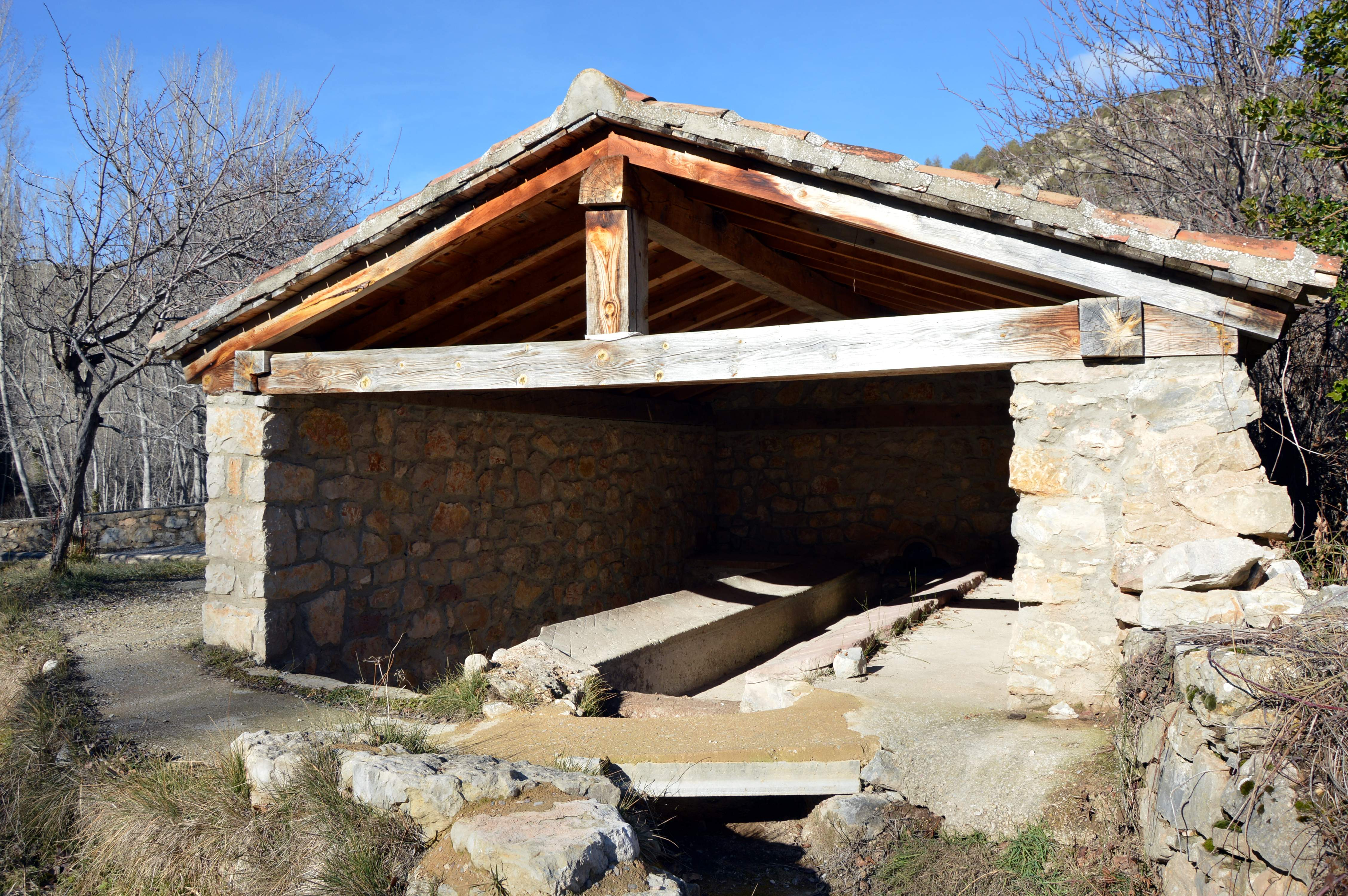
Antiguo lavadero público, restaurado

### Arquitectura civil
- Casa Forestal de Tormón, en el Rodeno de Arriba.
- Castillo de Tormón, fortificación táctico-estratégica situada sobre un peñasco rocoso (tormo), al norte de la población.[3]
- Herrerías y minas de hierro.
- Horno del Pan.
- Lavadero público.
- Molinos harineros: Molino de la Fuente (Alto), Molino de Calicanto.
- Pozo de Tormón.
- Tejería.

### Arquitectura religiosa
- Ermita de San Cristóbal. Ubicada sobre un cerrito rocoso al sur de la población, en un plano por encima del cementerio. Construcción de planta alargada orientada de norte a sur, muros de mampostería ordinaria apoyados sobre afloramiento rocoso, cubierta a dos aguas con estructura tipo parhilera con tabicas. En su interior posee dos grandes arcos de diafragma, el de cabecera luce cruz trinitaria (redondeada) en la cara de la nave. Piso de ladrillo cocido, poyo corrido y presbiterio con altar adosado de obra. La entrada se halla en la fachada oriental, descentrada hacia los pies, posee arcada de medio punto labrada en tosca y ventana de culto en el muro de los pies.[3]

- Iglesia parroquial de la Natividad. Construcción parcialmente exenta situada en el extremo septentrional del caserío. Posee planta alargada, muros de mampostería ordinaria tomada con argamasa de cal y cubierta a cuatro aguas, con torre-campanario a los pies, lado del evangelio. El primer cuerpo de torre se halla integrado en la fábrica, el segundo, cuadrangular. correspondiente al piso de campanas, el tercero es una estructura de planta octogonal a modo de chapitel, cubierta con teja vidriada y coronada por soberbia veleta con cruz de forja. El interior posee tres naves, una central y dos laterales, la central cubierta con bóveda de cañón con lunetos y las laterales con bóveda de arista. Alto coro elevado a los pies y presbiterio con altar exento, sin retablo.[4]

## Patrimonio natural
- Cabezo de Tormón. Punto de Interés Geológico y Lugar de Interés Comunitario.
- Estrechos del Ebrón. Ruta senderista de montaña y fluvial que incluye la Cascada de Calicanto, Puentes naturales de la Fonseca, Estrechos del Cañamar, Miradores del Ebrón, etc. Enclave singular de Flora, Punto de Interés Geológico y Lugar de Interés Comunitario.[5]-[6]
- Fuentes. Situadas en distintos lugares del término: Fuente de la Casa Forestal,  Fuente de la Dehesilla, Fuente de la Tejería,  Fuente del Lavadero, Fuente del Pozo, Fuente del Prado.
- Rodeno. Zona de monte  situada al noreste del término, en el que predomina el pino rodeno (Pinus pinaster), está formado por el «Rodeno de Arriba» y el «Rodeno de Abajo», limitando con los municipios de Albarracín, Rubiales, Tramacastiel y la comarca valenciana del Rincón de Ademuz. Se trata de un espacio protegido como Lugar de Interés Comunitario «Cuenca del Ebrón».
- Terrazas y meandros abandonados de Tormón.

Otros potenciales recursos del Patrimonio Natural:
- Cueva de la Iglesia.
- Cueva de los Mulos.
- Potenciales observatorios de fauna salvaje.
- Rambla de las Manaderas.
- Umbría de la Sargaleja.

## Arte rupestre
Hay una docena de Abrigos rupestres protegidos con pinturas rupestres datadas en el Neolítico (7000-5000 años antes del presente). Algunas de ellas se conocen desde los años veinte, descubiertas por Henri Breuil y Hugo Obermaier (1927). Según el Mapa Topográfico de las rutas los abrigos se distribuyen en dos senderos:
- Sendero del Prado de Tormón -incluye cuatro abrigos protegidos, por orden alfabético-: Cabras Blancas, Ceja de Piezarrodilla, Cerrada del Tío Jorge (también, Tío José) y Paridera de Tormón.[7]
- Sendero Arte Rupestre -incluye seis abrigo protegidos, por orden alfabético-: Barranco de la Casa Forestal de Tormón II, Barranco del Prao Medias, Hoya de los Navarejos I, Hoya de los Navarejos II, Hoya de los Navarejos V y Prado de los Arejos II.

## Demografía
Tormón cuenta con una población de 31 habitantes (INE 2024).
| Gráfica de evolución demográfica de Tormón entre 1842 y 2021                                                        |
| |
| Población de derecho según los censos de población del INE Población de hecho según los censos de población del INE |

## Administración y política
| Período   | Alcalde                   | Partido |  |
| --------- | ------------------------- | ------- |  |
| 1979-1983 | Lucio Serrano Teller      | UCD     |  |
| 1983-1987 |                           |         |  |
| 1987-1991 |                           |         |  |
| 1991-1995 |                           |         |  |
| 1995-1999 |                           |         |  |
| 1999-2003 |                           |         |  |
| 2003-2007 |                           |         |  |
| 2007-2011 |                           |         |  |
| 2011-2015 | Faustino Archilaga Valero | PP      |  |

| Partido político    | Partido político                                   | 2003   | 2007   | 2011   | 2015   |
| Partido político    | Partido político                                   | Ediles | Ediles | Ediles | Ediles |
|                     | Partido Popular de Aragón (PP)                     | 1      | —      | 1      | 1      |
|                     | Partido Aragonés (PAR)                             | —      | 1      | —      | —      |
|                     | Partido de los Socialistas de Aragón (PSOE-Aragón) | —      | —      | —      | —      |
| Total de concejales | Total de concejales                                | 1      | 1      | 1      | 1      |